# Strugi Krasnyje
Strugi Krasnyje (ros. Струги Красные; hist. Струги Белая, Strugi Biełaja) – osiedle typu miejskiego w Rosji, w obwodzie pskowskim. Centrum administracyjne rejonu strugowskiego. W 2010 roku liczyło 8447 mieszkańców.
Znajduje tu się stacja kolejowa Strugi Krasnyje, położona na linii dawnej Kolei Warszawsko-Petersburskiej.